# Yecapixtla
Yecapixtla (Nahuatl, „künstlicher Hügel“ oder „Hügel, unter dem sich eine Pyramide befindet“) ist eine Stadt im mexikanischen Bundesstaat Morelos in Zentralmexiko mit etwa 16.000 Einwohnern. Die Stadt ist insbesondere bekannt für das ehemalige Kloster San Juan Bautista. Für die mexikanische kulinarische Spezialität Cecina, Trockenfleisch aus Rind, wird sogar jährlich eigens ein Fest veranstaltet. Yecapixtla ist Verwaltungssitz des gleichnamigen Municipio Yecapixtla.

## Geschichte

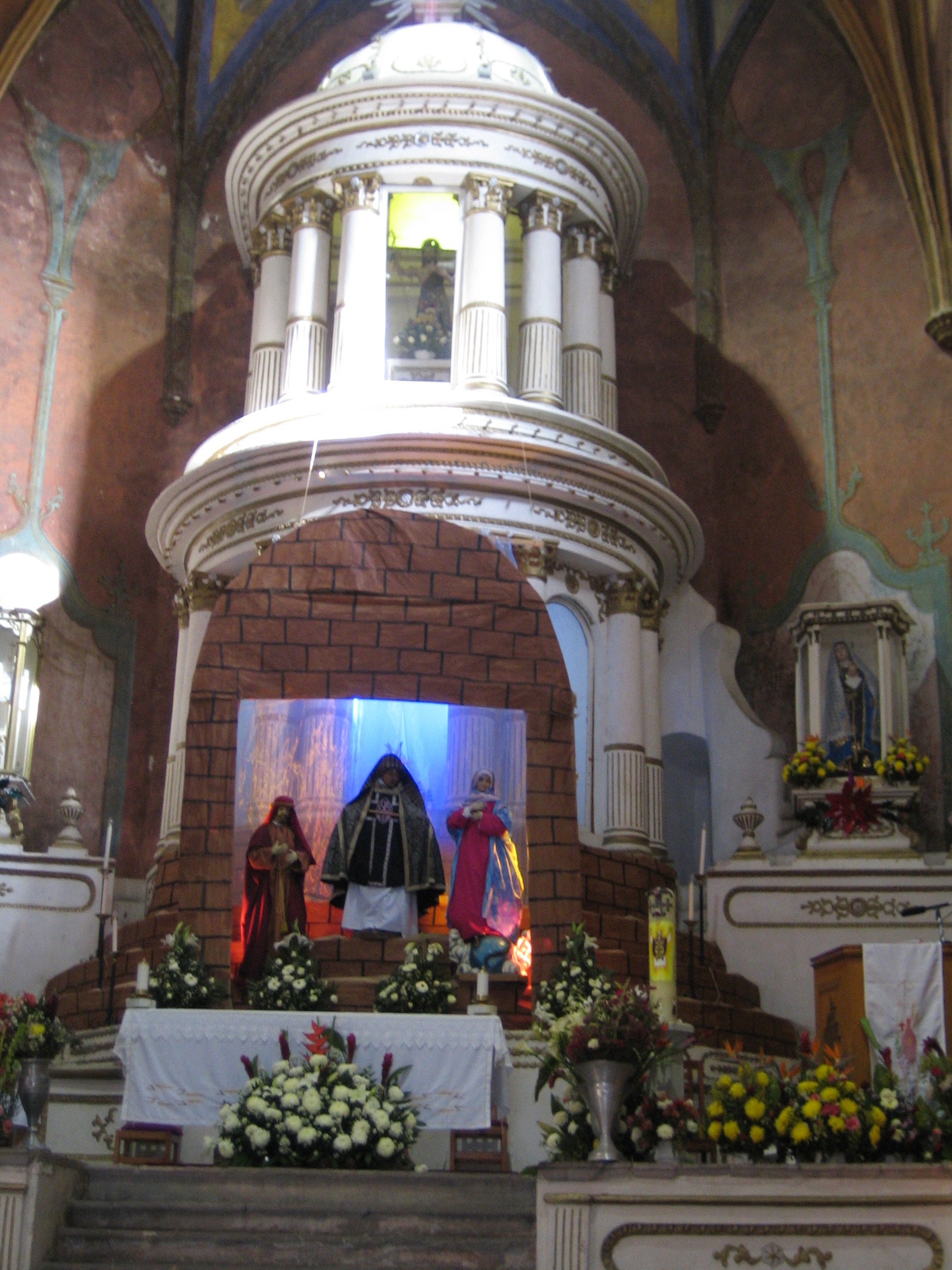
Altar im Hauptschiff der Kathedrale

Die Besiedlung der Gegend um Yecapixtla begann in präkolumbianischer Zeit bereits durch die Olmeken. Während der Conquista widersetzte sich die Bevölkerung zunächst den Spaniern, wurde aber am 16. März 1521 von Gonzalo de Sandoval geschlagen. Mit den Spaniern kamen die ersten Franziskaner,  um die Bevölkerung zu evangelisieren. Diese erbauten zwischen 1535 und 1540  das Kloster San Juan Bautista, das zu den  Missionsstationen am Fuße des Popocatépetl gezählt wird.